# Kawa arabska

Rejony uprawy kawy arabskiej
a, kolor żółty – kawa arabska
m, kolor jasnozielony – kawa arabska i robusta
r, kolor ciemnozielony – kawa robusta

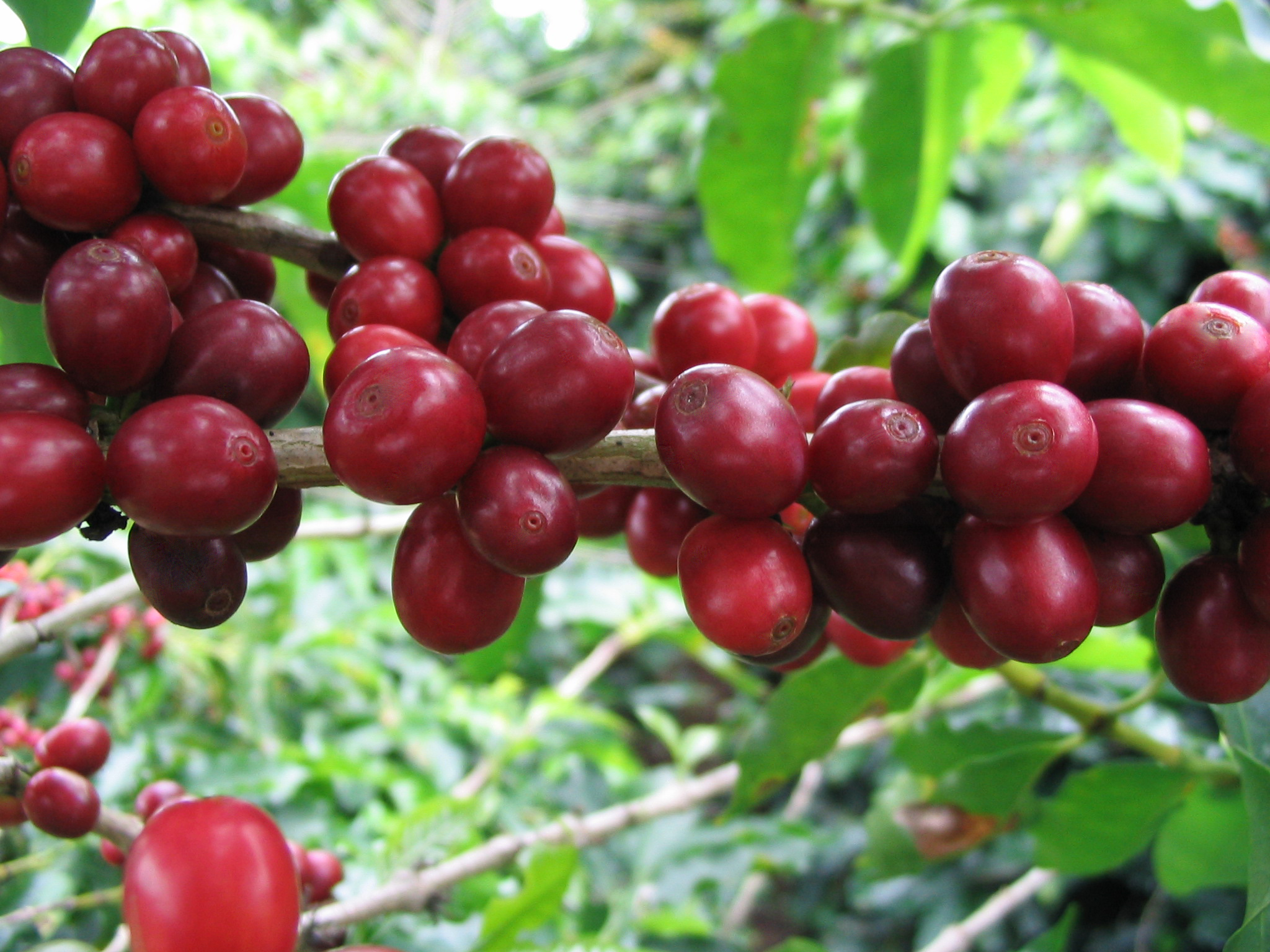
Owoce

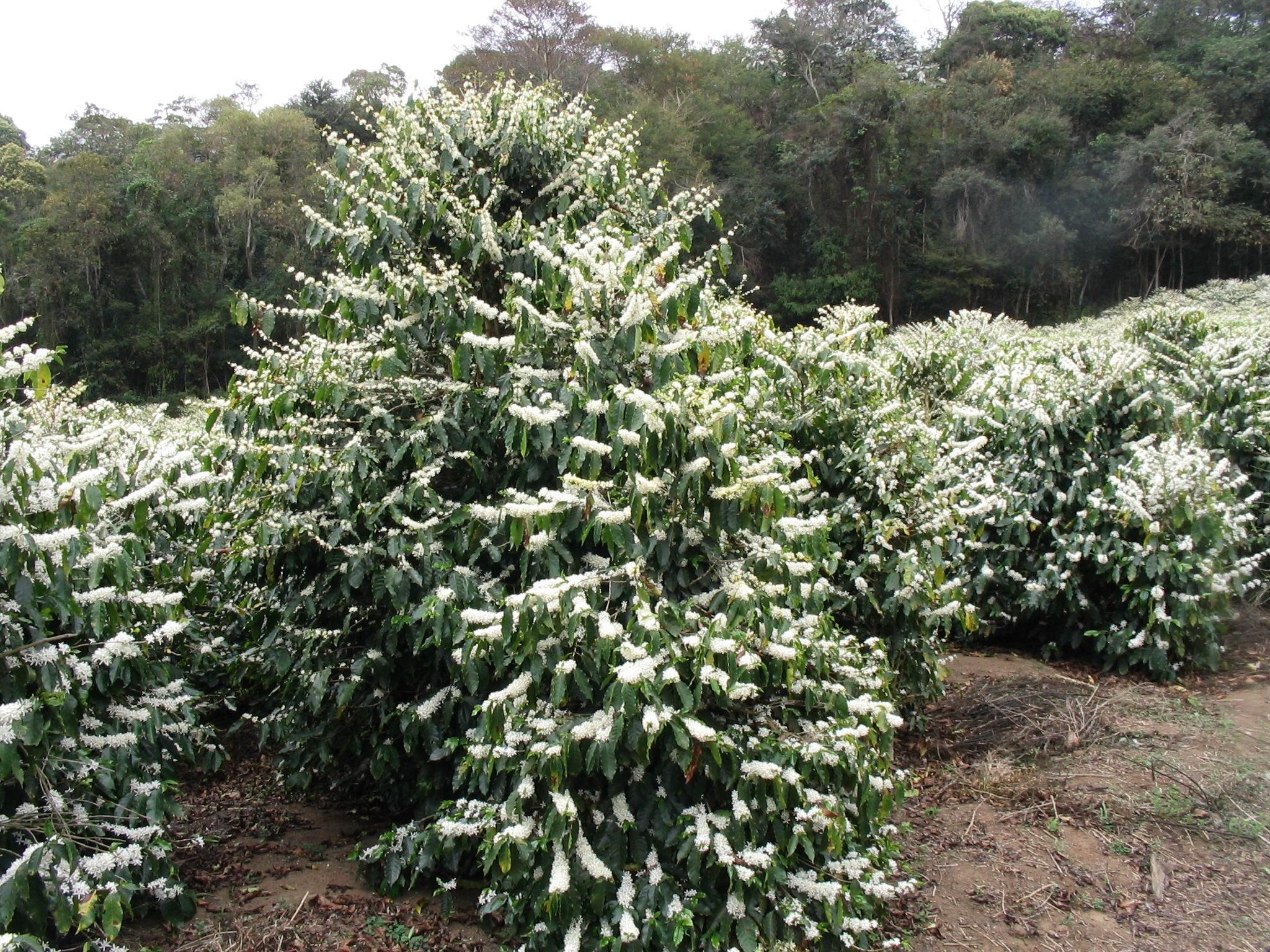
Kwitnący krzew

Kawa arabska (Coffea arabica L.) – gatunek roślin z rodziny marzanowatych, zwany też kawowym drzewem lub kawowym krzewem. Pochodzi z Etiopii, Mozambiku i obszaru Wielkich Jezior afrykańskich.

## Morfologia
PokrójKrzew dorastający do wysokości 5 m.
LiścieUlistnienie nakrzyżległe, liście skórzaste, zimozielone, lancetowate, o długości 7–10 cm.
KwiatyNieduże, pachnące. Mają białą zrosłopłatkową koronę z 5 ząbkami.
OwocCiemnoczerwony, mięsisty pestkowiec zawierający dwa spłaszczone z jednej strony nasiona.

## Zastosowanie
- Roślina uprawna: Dostarcza ok. 80–90% światowej produkcji kawy[4]. Najczęściej uprawiana (na plantacjach) w strefie międzyzwrotnikowej Afryki, Ameryki Pd., na Cejlonie, Jawie i Sumatrze[4]. Kwitnie i owocuje prawie przez cały rok. Zewnętrzne części owocu usuwa się poprzez poddanie owoców fermentacji, a następnie wypłukanie nadgniłej, miękkiej owocni. Wysuszone pestki mają barwę szarozieloną i w tej postaci są wysyłane do krajów przeznaczenia. Palenia ziarna kawowego dokonuje się bezpośrednio przed sprzedażą. Podczas prażenia powstają w nasionach substancje nadające im charakterystyczny smak. Zawartość kofeiny w prażonych ziarnach wynosi ok. 1,5%[4].
- Ze względu na swoje błyszczące liście, białe i wonne kwiaty oraz barwne owoce, bywa uprawiana w doniczkach jako roślina ozdobna.

## Zmienność
Występuje w wielu odmianach:
- Coffea arabica L. var. arabica
- Coffea arabica L. var. goiaba Taschdjian
- Coffea arabica L. var. laurina P. J. S. Cramer
- Coffea arabica L. var. maragogipe A. Fern. ex A. Froehner
- Coffea arabica L. var. mirta P. J. S. Cramer
- Coffea arabica L. var. mokka P. J. S. Cramer
- Coffea arabica L. var. polysperma P. J. S. Cramer

## Uprawa
Jako roślina pokojowa jest łatwa w uprawie. Wymaga stanowiska jasnego, bez bezpośredniego promieniowania słonecznego (brązowienie liści). Strefy mrozoodporności 10-12. Roślina wymaga umiarkowanego podlewania, po dokładnym przeschnięciu powierzchni ziemi. Rozmnaża się za pomocą nasion lub z sadzonek.
Największe zbiory kawy na świecie w 1993 roku:
| Lp. | Kraj                 | tys. ton | %     |
| --- | -------------------- | -------- | ----- |
| 1   | Brazylia             | 1362     | 24,1  |
| 2   | Kolumbia             | 888      | 15,7  |
| 3   | Indonezja            | 470      | 8,3   |
| 4   | Etiopia              | 220      | 3,9   |
| 5   | Wyb. Kości Słoniowej | 192      | 3,4   |
| 6   | Gwatemala            | 191      | 3,4   |
| 7   | Meksyk               | 184      | 3,3   |
| 8   | Uganda               | 180      | 3,2   |
| 9   | Indie                | 165      | 2,9   |
| 10  | Salwador             | 147      | 2,6   |
|     | ŚWIAT                | 5651     | 100,0 |